# 合州 (萧梁)
合州，中国古代的州。
南朝梁梁武帝太清元年（547年）置合州，治所在汝阴县（今安徽省合肥市）。辖境约当今安徽省合肥市及肥东、肥西二县。此后略有扩大。先后归属北齐、北周。隋朝开皇初年，改置为庐州。